# براد روشي
براد روشي (بالإنجليزية: Brad Roach)‏ هو لاعب كرة قدم أمريكية ولاعب كرة قدم كندية أمريكي، ولد في 4 مارس 1985 في ويليامستون في الولايات المتحدة.